# Sellatürme
Die Sellatürme (italienisch Torri del Sella) sind ein Teil des Sella-Bergstocks und bestehen aus insgesamt fünf Einzeltürmen:
- Erster Sellaturm (Prima Torre di Sella, 2533 m, ⊙),
- Zweiter Sellaturm (Seconda Torre di Sella, 2598 m, ⊙),
- Dritter (und höchster) Sellaturm (Terza Torre di Sella, 2696 m, ⊙),
- Vierter Sellaturm (Quarta Torre di Sella, 2605 m, ⊙) und
- Fünfter Sellaturm (Quinta Torre di Sella, 2500 m, ⊙).

Westlich an die Türme schließt der wegen seiner Form benannte Felsklotz der Lokomotive (2412 m, ⊙) an, anschließend fällt der Kamm zum Sellajoch ab.
Die Sellatürme sind ein beliebtes Klettergebiet, im Sommer und bei guten Wetterbedingungen sind meist viele Seilschaften unterwegs. Grund für die Beliebtheit ist der optimale Fels, das breit gefächerte Angebot an Routen und die kurzen Zustiege.

## Erstbesteigungen und wesentliche Klettertouren
Der erste und der zweite Sellaturm (beide im Normalweg I) wurden am 9. August 1899 von Otto Ampferer, Wilhelm Hammer und Karl Berger erstbestiegen, der dritte Turm über die nordseitige Schlucht zum zweiten Turm (IV-, III) von Karl Berger und E. Franzelin am 29. Juli 1900. Der vierte Sellaturm, mehr ein Vorbau des Piz Ciavazes, wurde am 25. August 1906 durch die nordseitige Schlucht zum dritten Turm (III) von S. Häberlein, Käthe Bröske und K. Spilka erklommen, der fünfte Sellaturm, ein an den Dritten angelehnter Zacken, am 29. Juli 1911 durch W. Hegemann und R. Redlich.
Auf die Türme führen mehrere Dutzend Kletterrouten in unterschiedlichen Schwierigkeitsgraden. Der Erste Sellaturm direkt über dem Sellajoch beherbergt Klassiker wie die Schober (7-, 180 m, erstbegangen durch Michl Schober und Ludwig Kleisl amd 27. September 1938) oder die Trenker (5+, 180 m, erstbegangen durch Luis Trenker und Hans Pescosta am 3. August 1913).
Der massige und höhere Zweite Sellaturm hat an der Kante Nordwand Klassiker wie die Kasnapoff (5, 300 m, erstbegangen durch Gräfin von Kasnapoff und Anton Zegler am 5. August 1913), die bis heute zu den beliebtesten und meist-begangenen Routen an den Sellatürmen gehört. Ein anderer Klassiker mitten durch die Nordwand ist die Messner (6-, 250 m, erstbegangen durch Reinhold und Günther Messner am 24. August 1968). Eine neue anspruchsvolle Route ist die Rabanser (7, 300 m, erstbegangen von Ivo und Edy Rabanser am 18. Oktober 2014).
Der Dritte Sellaturm ist ein kühner Obelisk, seine recht schmale Westwand wird auf halber Höhe durch das Spiralband unterbrochen, welches auch als Abstieg dient. Klassiker am Dritten Sellaturm ist die Vinatzer (6-, 330 m, erstbegangen durch Batista Vinatzer und Vinzenz Peristi am 23. Juni 1935).
Trotz des kurzen Zustiegs vom Sellajoch haben die Klettertouren alpinen Charakter, die Touren sind meist lang, ausgesetzt und eher mäßig bis sehr wenig abgesichert. Das Sicherungsmaterial ist oft alt (geschlagene Normalhaken) und von eher unterdurchschnittlicher Qualität, daher ist es absolut notwendig, eigene, mobile Sicherungen zu legen. Abseilen ist häufig nicht möglich, die Abstiege erfordern in aller Regel sicheres Steigen im alpinen Gelände, insbesondere der Abstieg vom Dritten Sellaturm ist anspruchsvoll und aufwändig. Anders verhält es sich in den modernen, neu eröffneten Routen in den oberen Schwierigkeitsgraden, insbesondere an der Südwand. Diese sind meist mit Bohrhaken ausgestattet.